# テレビランド
『テレビランド』は1973年2月1日から1997年1月1日まで刊行されていた児童向けテレビ番組雑誌。通称はテレラン。

## 概要
企画が東映株式会社、発行元を黒崎出版として1973年2月1日創刊されたが、黒崎出版の経営難に伴い、同年11月発行号から発行元を徳間書店に移管した。徳間書店としては『アサヒ芸能』、『問題小説』に次ぐ定期刊行物で、初の児童誌の獲得で文芸書籍などの出版と合わせ、業界でも大手老舗に迫る勢いがついた。
『テレビランド』はそれまで大人向け出版社だった徳間書店のイメージをガラリと変える切っ掛けを創り、徳間書店としても大きなエポックを画することになった。競合誌は講談社の『テレビマガジン』、秋田書店の『冒険王（1984年まで）』、1976年からは小学館の『てれびくん』も加わる。
全盛期（1975年頃 - 1991年頃）は徳間書店では唯一の子供向けキャラクター雑誌であった。玩具面では東映の提案でポピー→バンダイのボーイズトイ事業部とタイアップを行い、キャラクターのマーチャンダイジングを行うことにより、多数のキャラクターが世の中へ送り出されていった。1983年頃から後楽園ゆうえんち（現：東京ドームシティアトラクションズ）とのタイアップを行っていた。
掲載された漫画は競合誌と対峙するにあたり、仮面ライダーの原作者　石ノ森章太郎（石森プロ）の関係者とそのアシスタント出身の漫画家によるタイアップ作品を軸に基盤を作った。

## 歴史

### 創刊の経緯
東映の多角経営化は1971年8月の大川博没後、後を継いだ岡田茂のもとでその本領が発揮された。
映画部門への依存度が高かった大映と日活が事実上脱落し、その二社に似た体質を持つ東映は、映画部門以外から収益を出すことが求められた。岡田は「あくまで映画が本業だが、映画だけでは将来は難しい」と「これからの東映は犯罪にならないもので儲かるものは何でもやる」と定款を変更して、あらゆる職種に積極的に取り組んでいくと宣言した。
岡田は1972年6月に映画会社で初めて事業部制を敷き、関連事業室を作り、「すべての事業をファンに結びつけ、大衆向けの低額なものを狙う」とアピール。「映画だけでなく附帯事業をいろいろやれ」と社員に指示するなどの根回し後、温泉ホテル買収、催事、ゴルフ場、軽井沢別荘販売、パチンコ（東盛商事）、サラ金、ゲームセンター、スポーツ事業、進学塾、葬儀屋、ジャズ喫茶、ラーメン店、焼肉屋、サンドイッチ店、スターのポスター制作・販売、映画主題歌のレコード販売、仮面ライダーのキャラクターグッズ販売、複製画、福富太郎経営のクラブ、など新規事業に手を拡げ、"映画からラーメンまでの東映"と揶揄された。この事業部制は東映関西支社にも敷かれ、同事業部が始めたアニメ関連商品の販売が発展し、1980年に大阪梅田東映会館3階への開設を皮切りに全国展開したのが元祖アニメショップアニメポリス・ペロ。
1973年2月1日にあった東映の全体会議で、岡田は「東映の全部門をさらに伸ばし、10年後には全事業に全国的なネットワークを張り巡らせて東映の三角マークを日本全国津々浦々に貼り付けたい」と、"東映NN計画"（Toei Nationwide Network Program）なる大風呂敷を広げた。中でも岡田が新規事業として一番意欲的だったのが出版事業で、「出版事業は社長就任の時から考えていたんだ。出版界は大手によって支配され、あとはインディペンデント・プロみたいなもんでな。また配給も日販、東販の二社で独占され、新規では入り込めない業界なんだな。そこで私が考えたのは、将来に野望を抱く出版社と手を組み、地固めをしていくということなんだ」などと話し、タバックを設立した同じ1973年2月1日に設置したテレビ関連事業室に、最初にやらせたのが黒崎出版との提携と「テレビランド」の創刊だった。
岡田は「考えてみれば、ウチが長い間手掛けて来た、劇映画、教育映画、テレビ映画の製作配給というのと、出版というのは同じようなセンスなんだ。そこでまずテレビ事業室で『テレビランド』を手掛けたわけだ。これは"東映は損をしない"といういつもの手(笑)、損をしないという範囲で始めたから、そのかわり利も薄いよ。まあ何ぼか入ってくるでしょうよ(笑)。必要なら別の会社も作ろうと考えてる」などと述べた。単行本の出版なども岡田の最初からの構想で、「私はこの出版という事業を、二、三年のうちに必ずものにして全国ネットを組めるようにしたい」という計画を立てていた。
『テレビランド』に続いて岡田と徳間書店社長・徳間康快とで企画したのが成人向け劇画雑誌『コミック&コミック』（『別冊アサヒ芸能 コミック＆コミック』1973年5月20日創刊）で、岡田と徳間が構想したのが、映画監督と劇画家を組ませた映画作品を映画化するというものだった。当時最も熱気があった劇画と東映映画の二つのサブカルチャーを強引に結びつける力業で創刊された『コミック&コミック』は読書にも歓迎され二十数万部を記録した。映画と劇画を平然と往復しようとする大胆な感覚は、以降のスマートなメディアミックスを先取りしており野心的であった。『コミック&コミック』に掲載された東映監督の劇画原作のうち、唯一映画化されたのが鈴木則文監督の『聖獣学園』。鈴木敏夫は『アサヒ芸能』の特集部に配属の後、この『コミック&コミック』編集部を経て、『アサヒ芸能』に一旦戻り、その後『テレビランド』編集部に自ら志願して加わり、主にまんがを担当、その後『アニメージュ』編集部に移った。鈴木の『コミック&コミック』時代の仕事は、東映の気難しい監督たちと若手劇画家を繋ぐ調整役もあったといわれ、「胃が痛くなる思いだったのではないか」と大塚英志は指摘している。大塚はまた「岡田茂と徳間康快という二人の怪物による『劇画』と『映画』という『コミック&コミック』の近さは、やはり『ナウシカ』における『まんが』から『映画』への近さの問題と地続きだと私には思える」などとと論じている。『テレビランド』創刊と同じ1973年に大ヒットした東映映画『山口組三代目』は、岡田がやはり徳間に先に原作の連載を持ち掛け、岡田と徳間で話し合い、田岡一雄の自伝という形を採り、実際は『アサヒ芸能』の編集長に書かせたものを『アサヒ芸能』で連載し、それを原作に映画化したものであった。『アサヒ芸能』はこの連載で発行部数を伸ばした。
元々仲がよかったといわれる岡田と徳間は、ビジネス上でも付き合いを深めていた。
前掲の多くの事業がシロウトの悲しさで失敗し撤退していったが、出版事業は、映像との相乗効果、宣伝、制作とも東映グループの組織力をバックにし順調に伸びた。出版事業以外の失敗・撤退事業について岡田は、「ドンドン勇ましくやったということで社員の士気をインスパイヤ―したわね。やろうという気がだんだん出て来た。試行錯誤した中で本モノだけが生き残った。社員が一生懸命勉強しましたね。失敗して改めるに憚りなしだよ。どういう商売ならやれるか、分かっただけでもいい勉強になったと思う」などと話した。
創刊号には東映社長・岡田茂と黒崎出版社長・秋田君夫によるメッセージが掲載された。創刊日と同じ日に設置されたテレビ関連事業室の室長に抜擢されたのが渡邊亮徳取締役テレビ企画営業部長で、初代編集長にはテレビ関連事業室課長の飯島敬が据えられた。飯島はそれまで15年間東映動画に在籍し、漫画原作者や競合する出版社とも付き合いがあったことからの抜擢。
しかし雑誌のノウハウを持っていなかった黒崎出版は本誌を持て余し、オイルショックの影響で経営困難に陥ったため、岡田は1973年11月号から、黒崎出版の編集スタッフごと全てを徳間書店に移して刊行した。これは岡田と徳間が2人で銀座のクラブで決めたという。岡田と徳間は古くから仲がよかったといわれ、徳間は岡田を"刎頸の友"と表現している。岡田は当時、大映を再建中の旧制広島高校の先輩・坪井一郎トリオ社長と徳間を支援していたが、映画関係者は当時は徳間をよく知らないため、岡田が映画素人の徳間と坪井を操って、新大映と日活を組まして、第二東映のようにするのではと見られていた。大映は永田雅一が劇場を全部売ってしまっていたため、配給網のない製作だけしか出来ない独立プロのようなもので、岡田にとっては都合がよく、新大映が製作した映画を東映の劇場で流す構想を持っていたと見られた。逆に出版事業に関しては、岡田や東映側は素人であった。

### 内容の変遷
社の決定で児童誌部門の開拓が決定したが、徳間書店の社内では他所からの新参者で社内の扱いは冷たく、当初は会社全体で『テレビランド』を育てていこうという熱意はほど遠かった。大人向け雑誌を主に刊行している徳間書店の知識では子供向け書籍のノウハウは皆無で、編集部は社内でも肩身が狭い存在だったという。
創刊当初は東映本体が直接編集に関わっていたことから、創刊号では仮面ライダー1号とキカイダー、1973年7月号では仮面ライダーV3とキカイダー01とロボット刑事Kとの共演グラビアが掲載されるなど、1970年代当時としては御法度とされたシリーズ・著作権・製作局・系列が異なる東映特撮ヒーローとのクロスオーバーグラビアが堂々と掲載されていた。
『マジンガーZ』は競合誌である講談社の「テレビマガジン」と同社の幼児向け雑誌ではダイナミックプロに所属する作家の手描き漫画を掲載されていたのに対して、東映グループの児童向け情報誌であった頃の本誌は東映動画（現・東映アニメーション）が本誌のために描き下ろしたものを提供したセル画のフィルムコミックを中心とした掲載とすることで講談社と差別化されていた。
1974年、映画『マジンガーZ対暗黒大将軍』と『五人ライダー対キングダーク』の公開に合わせた「増刊テレビランド」を発行。以後、「テレビランド別冊（1975年2月号）」を皮切りに、別冊2（1975年4月号）から別冊19「ルパン三世登場（1978年1月号）」まで、「別冊テレビランド」として隔月ペースで定期刊行された。
1976年より「わんぱっくシリーズ」が刊行。
1977年、「別冊テレビランド」（上述の隔月刊の「別冊テレビランド」シリーズとはまた別）として『宇宙戦艦ヤマト』を特集した「ロマンアルバム」シリーズを出版。好セールスを記録し、アニメ雑誌『アニメージュ』の創刊に多大な貢献をした。
1979年に入ると競合誌より遅れる形で『仮面ライダーシリーズ』のリバイバル特集に重点が置かれ、同年秋から放送開始の『仮面ライダー (スカイライダー)』に受け継がれることになる。この頃には第三次怪獣ブームの波に乗る形で『ウルトラシリーズ』を短期的に掲載している。
同誌は当時の徳間書店で唯一の子供向け雑誌だったことから利益率が低かったため、休刊の話は当初から何度も出ていたという。
1980年代から、別冊のカラーグラフシリーズを刊行した。
本誌では後楽園ゆうえんち（現在の東京ドームシティアトラクションズ）で実施されるスーパー戦隊シリーズショーの特集や過去に掲載した特撮作品を取り上げた『テレラン名作劇場』など、充実した企画が多数展開され、イメージキャラクターであるドンちゃんはこの時期に登場した。
バンダイのオリジナル玩具シリーズ『マシンロボ』の記事のタイアップも組まれ、テレビアニメ2作品『マシンロボ クロノスの大逆襲』、『マシンロボ ぶっちぎりバトルハッカーズ』も掲載された。
創刊20年目を迎えた1992年2月号から雑誌のサイズを拡大。競合誌の『テレビマガジン』、『てれびくん』の2誌と同様のA4ワイド判となる。
1993年からは『ウルトラシリーズ』の掲載が再開されたが、基本的に『ウルトラマン80』までの昭和期に制作されたテレビドラマシリーズのみで固められた記事構成となっており、新作系統の記事が展開されたのは、1996年公開の劇場映画『ウルトラマンゼアス』のみであった。

### 休刊
1997年2月号を最後に、予告なしの突然の休刊。当時の徳間書店はバブル崩壊、大映関連の大作映画の不振など、多額な借金を抱えていたため、リストラの一環で雑誌の休刊が続いており、テレビランドの休刊も徳間社長の鶴の一声だったという。
徳間は「若者の活字離れが進む中で、雑誌の世界も流れが速くなっている。時代にあわせて、内容や形をどんどん変えて出していかなければなりません」と話した。
休刊時には、元編集長の尾形英夫とつきあいのあったバンプレスト社長（当時）杉浦幸昌から、同誌の買い取りの打診があったが、尾形が徳間書店を離れていたため、実現しなかった。
休刊後もカラーグラフシリーズは「徳間テレビグラフ」として存続していたが、2007年の『仮面ライダー電王』、『獣拳戦隊ゲキレンジャー』の2作品を最後に発売されることはなくなった。
末期の編集スタッフにより、カラーグラフシリーズの別冊扱いとして発売された『ハイパーホビー』が、マニア向け雑誌として正式に創刊され、徳間書店に保管されているテレビランドに使用された宣材写真の抜粋掲載を行ったこともあった。

## 編集者・スタッフ
- 飯島敬

初代編集長（東映テレビ関連事業室課長）。徳間書店に移ってからも唯一の東映編集スタッフとして参加。黒崎出版から徳間書店に移ったスタッフは、山平松夫、校條満、三浦隆夫、島田寿昭、鈴木克伸、市川英子の6人。尾形英夫が編集部長、東映の飯島と黒崎出版から移った山平松夫が徳間時代の最初の編集長を務めた。『テレビランド』は山平松夫が最初から中心的編集者だったという。徳間書店時代の当初の編集スタッフの名前は『二階の住人とその時代』87-95頁に記載がある。
- 山平松夫

黒崎出版から徳間書店に移り、飯島と共に徳間時代の最初の編集長を務める。
- 市川英子

黒崎出版からの編集者。マンガ「とよみたんとエーコたん」の人気キャラクターのモデルになる。
- 鈴木克伸

黒崎出版からの編集者。石ノ森章太郎ファンクラブ出身。徳間書店からさらに学習研究社へ移籍して、アニメ雑誌「アニメディア」の創刊にあたる。
- 校条満

虫プロ商事の編集者を経て、黒崎出版の「テレビランド」へ。徳間書店では後に「リュウ」「ザ・モーションコミック」といったマンガ雑誌の編集長を務める。
- 尾形英夫

徳間書店に移ってからの編集長。「テレビランド」からアニメ雑誌「アニメージュ」を創刊。スーパー戦隊シリーズの名付け親。
- 鈴木敏夫

自ら志願して「週刊アサヒ芸能」から「テレビランド」編集部へ移籍。後に「アニメージュ」編集長、スタジオジブリのプロデューサーに。
- 高橋望

1983年に徳間書店に入社して「テレビランド」へ配属。その後、「アニメージュ」編集部からスタジオジブリへ移籍。
- 橋本真司

スクウェア・エニックスの執行役員。ファミコン名人のバンダイの橋本名人でもあった。学生時代に「テレビランド」「アニメージュ」でアルバイトをした経験がある。
- 大塚英志

アルバイトとしてカット描きをしていた。

## 掲載作品
番組本放送時に掲載されていた作品を記載。

### 1970年代掲載作品
- 超人バロム・1（創刊号/まんが：松本めぐむ）[注 3]
- 変身忍者 嵐（創刊号/まんが：細井雄二）[注 4]
- デビルマン（創刊号）[注 5]
- キイハンター（創刊号[注 6] - 1973年4月号[注 7]/荒木紀章）
- ジャングル黒べえ（創刊号 - 1973年6月号）
- けろっこデメタン（創刊号 - 1973年8月号）
- 愛の戦士レインボーマン（創刊号 - 1973年9月号）
- どっこい大作（創刊号 - 1973年12月号）
- 山ねずみロッキーチャック（創刊号 - 1973年12月号）
- 水戸黄門（創刊号 - 1973年5月号/桜田隼人[注 7]、1973年6月号 - 1974年1月号/渡辺福男）
- 科学忍者隊ガッチャマン（創刊号 - 1974年8月号）[注 8]
- マジンガーZ（創刊号 - 1973年8月号[注 5]、1973年9月号 - 11月号/まんが：氷魚章、1973年12月号 - 1974年1月号/まんが：宮本コジロー[注 9]、1974年2月号 - 8月号/まんが：天保革
  - グレート・マジンガー[注 10]（1974年9月号 - 10月号/まんが：天保革、1974年11月号- 1975年10月号/まんが：今道英治）
  - UFOロボ グレンダイザー（1975年10月号 - 1977年3月号/まんが：今道英治）
- 仮面ライダーシリーズ（創刊号 - 1994年5月号?〈中断期間あり〉）
  - 仮面ライダー（創刊号）[注 5]
  - 仮面ライダーV3（創刊号 - 1973年5月号/まんが：久留米東、1973年6月号/まんが：暁俊二、1973年7月号 - 1974年2月号/まんが：松本めぐむ）
  - 仮面ライダーX（1974年3月号-5月号/まんが：松本めぐむ、1974年6月号 - 10月号/まんが：土山芳樹[注 11]
  - 仮面ライダーアマゾン（1974年11月号 - 1975年4月号[注 12]/まんが：土山よしき[注 13]
  - 仮面ライダーストロンガー（1975年4月号[注 12] - 1976年1月号まんが：土山よしき）
  - 仮面ライダー (新)
  - 仮面ライダースーパー1
  - 仮面ライダーZX
  - 仮面ライダーBLACK
  - 仮面ライダーBLACK RX
  - 真・仮面ライダー
  - 仮面ライダーZO
  - 仮面ライダーJ
  - 仮面ライダーSD
- 人造人間キカイダー（創刊号 - 1973年5月号/まんが：土山芳樹）[注 14]
  - キカイダー01（1973年6月号 - 1974年4月号/まんが：土山芳樹）
- アストロガンガー（1973年4月号）[注 5]
- ミクロイドS[注 15]（1973年4月号/まんが：斉藤浩美、1973年5月号 - 6月号/まんが：井上大介、1973年7月号 - 9月号/まんが：鈴木青児）
- ロボット刑事（1973年6月号 - 10月号/まんが：細井雄二）
- ファイヤーマン（1973年5月号 - 6月号）
- ジャンボーグA（1973年5月号 - 6月号）
- 流星人間ゾーン（1973年5月号 - 8月号）
- 刑事くん（1973年5月号 - 1974年1月号）
- 風雲ライオン丸（1973年7月号）
- サザエさん（1973年7月号）
- 荒野の少年イサム（1973年7月号）
- ゼロテスター（1973年8月号 - 1974年9月号）
- ミラクル少女リミットちゃん（1973年9月号 - 10月号/まんが：高橋信也、1973年11月号/まんが：小杉英太郎、1973年12月号 - 1974年2月号/まんが：もりお竜）
- イナズマン（1973年9月号-1974年4月号/まんが：山田ゴロ）
  - イナズマンF（1974年5月号-10月号/まんが：山田ゴロ）
- スーパーロボット レッドバロン（1973年10月号）
  - スーパーロボット マッハバロン（1974年11月号）
- 冒険コロボックル（1973年10月号）
- キューティーハニー（1973年11月号 - 1974年3月号/まんが：中島昌利）
- ドロロンえん魔くん（1973年11月号 - 1974年2月号/まんが：平松おさむ、1974年3月号/まんが：蛭田充）
- ダイヤモンド・アイ（1973年10月号 - 1974年4月号）
- 新造人間キャシャーン（1973年10月号 - 1974年7月号）
- 金曜10時!うわさのチャンネル!!（1973年11月号 - 1979年7月号）
- 空手バカ一代（1973年12月号）
- チャージマン研!（1974年4月号 - 9月号）
- 魔女っ子メグちゃん（1974年4月号 - 1975年9月号）
- ゲッターロボ（1974年4月号 - 1975年5月号/まんが：蛭田充）
  - ゲッターロボG（1975年6月号 - 1976年4月号/まんが：秋本シゲル）
  - ゲッターロボ號
- 昆虫物語 新みなしごハッチ（1974年5月号 - 7月号）
- 電人ザボーガー（1974年6月号 - 10月号）
- アルプスの少女ハイジ（1974年7月号）
- おらあガン太だ（1974年9月号 - 1975年3月号）
- がんばれ!!ロボコン（1974年9月号 - 1977年4月号）
- 宇宙戦艦ヤマト（1974年11月号 - 1975年3月号/まんが：聖悠紀）
  - 宇宙戦艦ヤマト2
  - 宇宙戦艦ヤマトIII
- ジムボタン（1974年11月号）
- カリメロ（1974年11月号）
- 破裏拳ポリマー（1974年11月号 - 1975年2月号）
- オズの魔法使い（1974年テレビドラマ版）（1974年11月号 - 1975年4月号）
- 正義のシンボル コンドールマン（1975年3月号 - 10月号）
- スーパー戦隊シリーズ（1975年3月号 - 最終号）
  - 秘密戦隊ゴレンジャー（1975年3月号 - 1977年4月号）
  - ジャッカー電撃隊（1977年4月号 - 1978年1月号）
  - バトルフィーバーJ（1979年3月号 - 1980年3月号）
  - 電子戦隊デンジマン（1980年1月号 - 1981年3月号）
  - 太陽戦隊サンバルカン（1981年1月号 - 1982年2月号）
  - 大戦隊ゴーグルファイブ（1982年2月号 - 1983年2月号）
  - 科学戦隊ダイナマン（1983年2月号 - 1984年2月号）
  - 超電子バイオマン（1984年2月号 - 1985年2月号）
  - 電撃戦隊チェンジマン（1985年2月号 - 1986年3月号）
  - 超新星フラッシュマン（1986年3月号 - 1987年3月号）
  - 光戦隊マスクマン（1987年3月号 - 1988年3月号）
  - 超獣戦隊ライブマン（1988年3月号 - 1989年3月号）
  - 高速戦隊ターボレンジャー（1989年3月号 - 1990年3月号）
  - 地球戦隊ファイブマン（1990年3月号 - 1991年3月号）
  - 鳥人戦隊ジェットマン（1991年3月号 - 1992年3月号）
  - 恐竜戦隊ジュウレンジャー（1992年3月号 - 1993年3月号）
  - 五星戦隊ダイレンジャー（1993年3月号 - 1994年3月号）
  - 忍者戦隊カクレンジャー（1994年3月号 - 1995年3月号）
  - 超力戦隊オーレンジャー（1995年3月号 - 1996年3月号）
  - 激走戦隊カーレンジャー（1996年3月号 - 最終号）
- アクマイザー3（1975年10月号 - 1976年7月号）
  - 超神ビビューン（1976年8月号 - 1977年3月号）
- 宇宙鉄人キョーダイン（1976年3月号 - 1977年3月号/まんが：土山よしき）
- ザ・カゲスター
- 忍者キャプター
- ぐるぐるメダマン
- みごろ!たべごろ!笑いごろ!（1976年11月号 - 1978年4月号）
- 5年3組魔法組
- 快傑ズバット（1977年2月号 - 10月号/まんが：細井雄二）
- 大鉄人17（1977年4月号 - 12月号）
- ロボット110番
- 冒険ファミリー ここは惑星0番地
- 飛べ!孫悟空（1977年11月号 - 1979年4月号）
- 透明ドリちゃん
- スパイダーマン (東映)
- 宇宙からのメッセージ・銀河大戦
- がんばれ!レッドビッキーズ
  - それゆけ!レッドビッキーズ
- 燃えろアタック
- あばれはっちゃくシリーズ
- マグネロボシリーズ
  - 鋼鉄ジーグ
  - マグネロボ ガ・キーン
  - 超人戦隊バラタック
- 大空魔竜ガイキング（1976年5月号/まんが：松本ゆうぞう、1976年6月号 - 1977年2月号/まんが：松本めぐむ）
- マシンハヤブサ
- 長浜ロマンロボシリーズ
  - 超電磁ロボ コン・バトラーV
  - 超電磁マシーン ボルテスV
  - 闘将ダイモス
  - 未来ロボ ダルタニアス
- ろぼっ子ビートン
- ジェッターマルス
- 惑星ロボ ダンガードA
- 氷河戦士ガイスラッガー
- 新・巨人の星
- アローエンブレム グランプリの鷹（1977年12月号 - 1978年9月号/まんが：土山よしき）
- とびだせ!マシーン飛竜
- 激走!ルーベンカイザー
- まんが偉人物語
- ルパン三世 (TV第2シリーズ)
- 宇宙海賊キャプテンハーロック
- SF西遊記スタージンガー
- 未来少年コナン
- 宇宙魔神ダイケンゴー
- キャプテンフューチャー
- サイボーグ009 (1979年版)
- 円卓の騎士物語 燃えろアーサー
  - 燃えろアーサー 白馬の王子
- 宇宙空母ブルーノア
- 冒険家族（創刊号 - 1973年9月号/関谷ひさし）[注 16]
- ぼくの八犬伝（1974年4月号 - 1974年9月号/渡辺福男）[注 16]
- とよみたんとエーコたん（大塚とよみ）[注 16]

### 1980年代掲載作品
- ガメラシリーズ
- 欽ドン!良い子悪い子普通の子（1981年5月号 - 1983年10月号）
- オレたちひょうきん族（1981年11月号 - 1989年11月号）
- 東映不思議コメディーシリーズ（1981年11月号 - 1993年11月号）
  - ロボット8ちゃん
  - バッテンロボ丸
  - ペットントン
  - どきんちょ!ネムリン
  - 勝手に!カミタマン
  - もりもりぼっくん
  - おもいっきり探偵団 覇悪怒組
  - じゃあまん探偵団 魔隣組
  - 魔法少女ちゅうかなぱいぱい!
  - 魔法少女ちゅうかないぱねま!
  - 美少女仮面ポワトリン
  - 不思議少女ナイルなトトメス
  - うたう!大龍宮城
  - 有言実行三姉妹シュシュトリアン
- メタルヒーローシリーズ（1982年4月号 - 最終号）
  - 宇宙刑事ギャバン
  - 宇宙刑事シャリバン
  - 宇宙刑事シャイダー
  - 巨獣特捜ジャスピオン
  - 時空戦士スピルバン
  - 超人機メタルダー
  - 世界忍者戦ジライヤ
  - 機動刑事ジバン
  - 特警ウインスペクター
  - 特救指令ソルブレイン
  - 特捜エクシードラフト
  - 特捜ロボジャンパーソン
  - ブルースワット
  - 重甲ビーファイター
  - ビーファイターカブト
- 星雲仮面マシンマン
- スタジオジブリ作品
  - 風の谷のナウシカ
  - 天空の城ラピュタ
  - となりのトトロ
  - 火垂るの墓
  - 魔女の宅急便
  - おもひでぽろぽろ
  - 紅の豚
  - 海がきこえる
  - 平成狸合戦ぽんぽこ
  - 耳をすませば
  - もののけ姫
- 兄弟拳バイクロッサー
- TVオバケてれもんじゃ
- 無敵ロボ トライダーG7
- 宇宙大帝ゴッドシグマ
- 伝説巨神イデオン
- 百獣王ゴライオン
- タイガーマスク二世
- おじゃまんが山田くん
- 銀河旋風ブライガー
- 六神合体ゴッドマーズ
- 戦闘メカ ザブングル
- 機甲艦隊ダイラガーXV
- とんでモン・ペ
- 光速電神アルベガス
- キン肉マンシリーズ
  - キン肉マン（1983年5月号 - 1986年10月号）
  - 闘将!!拉麵男（1988年2月号 - 10月号）
  - キン肉マン キン肉王位争奪編（1991年11月号 - 1992年10月号）
- キャプテン翼
- ビデオ戦士レザリオン
- スーパーマリオ
- ゲゲゲの鬼太郎シリーズ
  - ゲゲゲの鬼太郎 アニメ第3作（1985年11月号 - 1988年4月号）
  - ゲゲゲの鬼太郎 アニメ第4作（1996年2月号 - 最終号）
- ドラゴンボールシリーズ
  - ドラゴンボール（1986年3月号 - 1989年5月号）
  - ドラゴンボールZ（1989年5月号 - 1996年2月号）
  - ドラゴンボールGT（1996年3月号 - 最終号）
- 銀牙 -流れ星 銀-
- ウルトラシリーズ
  - ウルトラマンキッズのことわざ物語
  - ウルトラマンキッズ 母をたずねて3000万光年
- マシンロボシリーズ
  - マシンロボ クロノスの大逆襲
  - マシンロボ ぶっちぎりバトルハッカーズ
- 聖闘士星矢 (初期のアニメ)
- ドテラマン
- 機甲戦記ドラグナー
- 赤い光弾ジリオン
- ビックリマンシリーズ
  - ビックリマン（1987年11月号 - 1989年4月号）
  - 新ビックリマン（1989年5月号 - 1990年9月号）
  - スーパービックリマン（1992年6月号 - 1993年4月号）
- 鎧伝サムライトルーパー（1988年5月号 - 1989年4月号）
- それいけ!アンパンマン（1988年11月号 - 最終号）

### 1990年代掲載作品
- ちびまる子ちゃん（1990年2月号 - 1992年10月号、1995年2月号 - 最終号）
- 勇者シリーズ（1990年3月号 - 最終号）
  - 勇者エクスカイザー
  - 太陽の勇者ファイバード
  - 伝説の勇者ダ・ガーン
  - 勇者特急マイトガイン
  - 勇者警察ジェイデッカー
  - 黄金勇者ゴルドラン
  - 勇者指令ダグオン
  - 勇者王ガオガイガー：冒頭のみ。
- キャッ党忍伝てやんでえ（1990年3月号 - 1991年3月号）
- まじかる☆タルるートくん（1990年10月号 - 1992年6月号）
- おばけのホーリー（1991年2月号 - 1992年4月号）
- ひょっこりひょうたん島（リメイク版）（1991年5月号 - 1993年2月号?）
- ジャンケンマン（1991年5月号 - 1992年4月号）
- モジャ公（1995年11月号 - 最終号）
- 超光戦士シャンゼリオン（1996年5月号 - 1997年1月号）
- こちら葛飾区亀有公園前派出所（1996年7月号 - 最終号）

### 掲載開始年不明作品
- ゴジラシリーズ
- 月光仮面
- 一休さん・喝!
- 参上! 天空剣士
- 鞍馬天狗
- マシンロボ
- テクノロボ コンポボーイ
- のってるヒーローくん（沢田ユキオ）[注 16]
- 仮面のりどん（沢田ユキオ 『仮面ノリダー』のコミカライズ作品）
- おかあさんといっしょ
  - にこにこぷん

## 関連出版物

### テレビランドコミックス
本誌掲載の漫画作品を単行本化した時のレーベル。コミカライズ作品が多いが、読者コーナーから発展した『とよみたんとエーコたん』、本誌とは関係ない『スター・ウォーズ 帝国の逆襲』（アメコミスタイルでのコミカライズ版を景山民夫が邦訳した）なども存在した。

### 別冊・増刊
徳間書店のアニメ・特撮関連の出版物はテレビランドの別冊として刊行されることが多い。初期のロマンアルバムやアニメージュもテレビランドの別冊扱いであった。その後、高学年のアニメファン向けの本はテレビランドから離れるが、特撮のムックに関してはテレビランド増刊として刊行された（他に「タウンムック増刊」となる場合もあった）。

### テレビランド・ワンパック
「ケイブンシャの大百科」「小学館のコロタン文庫」などに類似した小型の百科・図鑑本。「わんぱっく」表記も使われた。

## その他
- 宇宙ランド - 『激走戦隊カーレンジャー』37話に登場する雑誌。本誌をモデルとしている。本誌1996年12月号には綴じ込み付録として、同名の企画コーナーも掲載された。
- テレビラドン - 1980年代に刊行された特撮関連の同人誌。